# Andār Kolī
Andār Kolī (persiska: اندار كلی) är en ort i Iran.   Den ligger i provinsen Mazandaran, i den norra delen av landet, 150 km nordost om huvudstaden Teheran. Andār Kolī ligger 187 meter över havet och antalet invånare är 616.
Terrängen runt Andār Kolī är huvudsakligen kuperad, men västerut är den platt. Runt Andār Kolī är det ganska glesbefolkat, med 34 invånare per kvadratkilometer. Närmaste större samhälle är Shahrūd Kolā, 7,6 km norr om Andār Kolī. I omgivningarna runt Andār Kolī växer i huvudsak blandskog.